# اسپبد
اسپبد یا آسپبد (برگرفته از فارسی میانه: *aspa-pati-) به عنوان فرمانده سواره نظام یک درجه باستانی نظامی بود که در ارتش اشکانی و ساسانی مورد استفاده قرار می‌گرفت.

## تاریخچه
این کلمه ابتدا در کتیبه‌ای از شهر باستانی نسا که متعلق به اشکانیان است دیده شد، جایی که می‌گوید؛ «تیردات، فرمانده ارشد سواره نظام». این عنوان به احتمال زیاد یکی از بالاترین عناوین ارتش اشکانی بوده‌است که قدرت اصلی خود را از سواره نظام می‌گرفته‌است. عنوان ارمنی آسپت از اسپد مشتق شده‌است. خاندان قدرتمند سورن، امتیاز تاجگذاری به عنوان پادشاه را داشته‌اند، دارای تعداد زیادی عنوان اسپبد در اعضای خودش بوده‌است.
این عنوان در زمان ساسانیان‌ها نیز استفاده می‌شد. در یکی از کتیبه‌های شاپور یکم نوشته شده‌است که شخصی به نام پیروز این عنوان را داشته‌است. با این حال، درجه اسپبد در دوران ساسانیان از اهمیت کمتری نسبت به دوران اشکانی برخوردار بود چرا که درجه اسواران سالار جایگزین کاربرد نظامی آن گشت.